# Madjer (beach soccer)
Pour les articles homonymes, voir Madjer et Saraiva.
João Víctor Saraiva dit Madjer, né le 22 janvier 1977 à Luanda (Angola), est un joueur de beach soccer international portugais évoluant au poste d'attaquant au Sporting Portugal. 
Buteur longiligne (1,94 m pour 76 kg), il a été désigné meilleur réalisateur et joueur européen en 2000, 2001, 2002 et 2004. De sa pratique du futsal, il garde une souplesse de cheville. Vif et habile, il n'est jamais avare d'un geste spectaculaire.
Considéré comme l'un des meilleurs joueurs du monde, Madjer possède l'un des palmarès individuel les plus fournis de l'histoire, il est aussi le premier joueur à dépasser la barre des 100 buts marqués en Coupe du monde, pour un total de 115 buts inscrits dans cette compétitions.

## Biographie

### Débuts
Après avoir commencé le football à Estoril au Portugal, João Víctor Saraiva est victime d'une blessure qui l'éloigne un long moment des terrains. À son retour en 1998, lors d'un tournoi amical de beach soccer, il est repéré par le sélectionneur de l'époque de l'équipe du Portugal de beach soccer qui le convoque lors du prochain rassemblement.

### Expérience italienne (2002-2009)
En 2002, Madjer s'engage avec les Cavalieri del Mare, il remporte la Serie A en 2005 et quitte le club à la fin de son contrat en 2007.
En 2003, Madjer devient le premier étranger à participer au championnat des États brésiliens de beach soccer avec l'équipe de Pernambouc.
En 2008, Madjer s'engage avec le Milano Beach Soccer, il atteint la finale du championnat avec sa nouvelle équipe. En septembre de la même année, Madjer est invité à se joindre à la liste de l'équipe de l’État de Rio de Janeiro pour le championnat brésilien en novembre,.
En 2009, après un passage d'un an eu Milano Beach Soccer, Madjer revient aux Cavalieri del Mare où il a joué pendant 5 ans. Ce retour est principalement dû au projet attrayant d'entraînement des athlètes de Beach Soccer en Italie et au Portugal, qui inclut non seulement le renforcement de l'équipe fanion, mais aussi le développement des écoles de beach soccer en Italie, en partenariat avec celles au Portugal. Le contrat est signé à Viareggio, siège de l'équipe. Madjer retrouve ainsi ses amis compagnons de sélection Alan, Belchior et Hernani.
Madjer perd en finale de la coupe d'Italie en 2009 contre l'équipe qu'il vient de quitter, le Milano Beach Soccer, mais décroche le titre de meilleur buteur de la compétition. En championnat, après une qualification facile pour la phase finale de Serie A, Madjer termine meilleur buteur de championnat avec 45 buts mais son équipe ne se classe que 8e. Lors de la Coupe du monde 2009, Madjer réalise un septuplé et marque ainsi la moitié des buts de son équipe lors de la victoire record 14-7 dans le match pour la 3e place.

### Multiplication des expériences (depuis 2010)
En 2010, Madjer est champion du Portugal avec la Sporting Portugal. Il rejoint ensuite l'AS Rome et termine 4e de Serie A.
En 2011, Madjer remporte le Championnat (juillet) et la coupe de Russie (octobre) avec le  Lokomotiv Moscou. Entre-temps il devient champion de Turquie et meilleur buteur du championnat avec Alanya. La même année, Madjer inaugure le premier complexe de sport de plage du Portugal à Montijo dans le district de Setúbal.
En 2012, Madjer rejoint Botafogo avec qui il dispute la Coupe et Championnat du Brésil de beach soccer. 
Il part ensuite disputer la phase finale du championnat des Émirats arabes unis dans le club d'Al-Ahli avec l'accord du club brésilien et remporte le championnat ainsi que le titre de meilleur buteur,. 
En mai, il termine meilleur buteur de la coupe du monde des clubs avec la section beach soccer du Sporting Portugal, son club de cœur. En octobre, le portugais remporte à nouveau le championnat de Turquie et est élu meilleur joueur avec Besiktas JK.
Deux trophée ottomans qu'il conserve en 2013 avec le même club. Il remporte ensuite le championnat des Émirats arabes unis sous les couleurs d'Al-Ahli Dubai avec son compatriote Belchior. Le binôme portugais participe à la Coupe du monde des clubs 2013 avec le club arabe.
Pour la Coupe du monde 2013, à laquelle le Portugal ne s'est pas qualifié, Madjer fait partie d'un groupe d'étude technique qui rencontre les sélectionneurs pour évoquer avec eux la préparation, les questions techniques et leurs objectifs dans l'idée de contribuer à l'amélioration du niveau de jeu et au développement des footballeurs. Les autres membres du groupe sont Henri Emile et le sélectionneur de l'équipe du Mexique, Ramon Raya.

## Palmarès

### En sélection
| Compétitions mondiales | Compétitions continentales |
| --- | --- |
| - Coupe du monde (3) - Vainqueur en 2001, 2015 et 2019 - Finaliste en 1999, 2002 et 2005 - 3e en 2003, 2004, 2008, 2009 et 2011 - BSWW Mundialito (5) - Vainqueur en 2003, 2008, 2009, 2012 et 2014 - Finaliste en 1999, 2000, 2001, 2002, 2005, 2006, 2007, 2010, 2011 et 2013 - Coupe latine (1) - Vainqueur en 2000 - Finaliste en 1998, 1999, 2001, 2002, 2003 - 3e en 2005 - Copa das Nações - Finaliste en décembre 2013 - Copa Lagos - Finaliste en 2012 | - Euro Beach Soccer League (5) - Vainqueur en 2002, 2007, 2008, 2010, 2015 - Finaliste en 2000, 2001, 2004, 2005, 2006, 2009, 2013 - 3e en 1998, 1999, 2003, 2011 - Euro Beach Soccer Cup (6) - Vainqueur en 1998, 2001, 2002, 2003, 2004 et 2006 - Finaliste en 1999, 2010 et 2012 - 3e en 2005, 2007 et 2009 - Tournoi qualificatif à la Coupe du monde - Finaliste en 2008 et 2010 - Jeux européens - Vainqueur en 2019 - Troisième en 2015 |

### En club
- Cavalieri del Mare
  - Champion de Serie A en 2005

- Sporting Portugal
  - Vice-champion du Portugal en 2011
  - Finaliste de la Coupe du monde des clubs en 2011, 3e en 2012

- Alanya
  - Champion de Turquie en 2011

- Lokomotiv Moscou
  - Champion de Russie en 2011
  - Vainqueur de la coupe de Russie en 2011

- Besiktas JK
  - Champion de Turquie en 2012 et 2013

- Al-Ahli Club
  - Champion des Émirats arabes unis en 2012 et 2013
  - Supercoupe des Émirats arabes unis en 2014

### Individuel
| Avec le Portugal | En club |
| --- | --- |
| - Coupe du monde - Meilleur joueur en 2005 et 2006 - Meilleur buteur en 2002, 2004, 2005, 2006, 2008 et 2015 - Euro Beach Soccer League - Meilleur joueur en 1999, 2006, 2008, 2009 et 2010 - Meilleur buteur en 2001, 2003, 2004, 2006, 2008 et 2009 - Prix du fair-play en 2005 - BSWW Mundialito - Meilleur joueur en 2005, 2007, 2008, 2009, 2010 et 2012 - Meilleur buteur en 2004, 2005, 2008, 2010 et 2012 - Euro Beach Soccer Cup - Meilleur joueur en 2001, 2002, 2003 et 2004 - Meilleur buteur en 2001, 2002, 2003, 2004, 2009, 2010 et 2012 - Coupe latine - Meilleur joueur en 1999 et 2000 - Tournoi qualificatif à la Coupe du monde - Meilleur buteur en 2010 | - Italie - Meilleur buteur de Serie A en 2008 et 2009 - Meilleur buteur de la Coupe d'Italie en 2008 - Russie - Meilleur joueur de la Coupe de Russie en 2011 - Turquie - Meilleur joueur du Championnat de Turquie en 2012 et 2013 - Meilleur buteur du Championnat de Turquie en 2011 - Émirats arabes unis - Meilleur buteur du Championnat des Émirats arabes unis en 2012 - Coupe du monde des clubs - Meilleur buteur en 2012 |

- Beach Soccer MVP en 2003, 2005, 2006

## Statistiques en sélection
Statistiques de Madjer avec l'équipe du Portugal de beach soccer :
| Compétition : | Coupe du monde | Coupe du monde | Euro BS League | Euro BS League | BSWW Mundialito | BSWW Mundialito | Euro BS Cup | Euro BS Cup | Total | Total |
| Année         | M              | B              | M              | B              | M               | B               | M           | B           | M     | B     |
| ------------- | -------------- | -------------- | -------------- | -------------- | --------------- | --------------- | ----------- | ----------- | ----- | ----- |
| 1998          |                |                |                |                |                 |                 |             |             |       |       |
| 1999          |                |                |                |                |                 |                 |             |             |       |       |
| 2000          |                |                |                |                |                 |                 |             |             |       |       |
| 2001          |                |                |                |                |                 |                 |             |             |       |       |
| 2002          | 5              | 9              |                |                |                 |                 |             |             |       |       |
| 2003          | 5              | 7              |                |                |                 |                 |             |             |       |       |
| 2004          | 5              | 12             |                |                |                 |                 |             |             |       |       |
| 2005          | 5              | 12             |                |                |                 |                 |             |             |       |       |
| 2006          | 6              | 21             |                |                |                 |                 |             |             |       |       |
| 2007          | 4              | 8              |                |                |                 |                 |             |             |       |       |
| 2008          | 6              | 13             |                | 11             |                 |                 |             |             |       |       |
| 2009          | 5              | 13             |                |                |                 |                 |             |             |       |       |
| 2011          | 6              | 12             |                |                |                 |                 | -           | -           |       |       |
| 2013          | NQ             | NQ             |                |                |                 |                 | -           | -           |       |       |
| 2015          | 6              | 8              |                |                |                 |                 | -           | -           |       |       |
| Total         | 53             | 115            |                |                |                 |                 |             |             |       |       |